# William Grill
William Grill (* 1990) ist ein britischer Illustrator und Kinderbuchautor.

## Leben
Grill studierte Illustration an der Universität Falmouth in Cornwall. Er zeichnet nach eigenen Angaben am liebsten mit Farbstiften und findet Inspiration in der Natur. Er arbeitet in einem Studio im Londoner Stadtteil Dalston des Stadtbezirks Hackney, das er sich mit seinem Bruder teilt. Seine Illustrationen sind in verschiedenen Zeitungen und Magazinen erschienen, unter anderem in der New York Times. 2014 veröffentlichte er sein erstes Bilderbuch Shackletons Reise (Shackleton’s Journey). Es zeigt die von Ernest Shackleton geleitete Endurance-Expedition (1914 bis 1917). Dafür wurde Grill mit der Kate Greenaway Medal ausgezeichnet.

## Buchveröffentlichungen
- Shackleton's Journey. Flying Eye Books, London – New York 2014, ISBN 978-1-909263-10-9.
  - Shackletons Reise. Aus dem Englischen von Harald Stadler. NordSüd Verlag, Zürich 2015, ISBN 978-3-314-10311-7.
- Shackleton's Journey. Activity Book. Flying Eye Books, London – New York 2015, ISBN 978-1-909263-80-2.
- The Wolves of Currumpaw. Flying Eye Books, London – New York 2016. ISBN 978-1-909263-83-3.
  - Die Wölfe von Currumpaw. Aus dem Englischen von Harald Stadler. NordSüd Verlag, Zürich 2017, ISBN 978-3-314-10409-1.[3]

## Auszeichnungen
- Bologna Ragazzi Award (Nonfiction) für The Wolves of Currumpaw, 2017
- Kate Greenaway Award, 2015
- Shortlist der YCN Professional Awards – Illustration, 2015
- Shortlist des TfL Prize for Illustration, 2015
- Nominierung für Biennale für Illustration, Bratislava, 2015
- ORBIL Prize 6-9 year olds, Bologna, 2015
- The English Association 4-11 Non-fiction Award 2015
- The SLA Information Book Award, 2015
- New York Times Best Illustrated Book Award, 2014
- TheAOI Overall New Talent Winner & Children’s Book New Talent, 2014
- Finalist der Comica Graphic Short Story Competition, London 2011.[1]